# Tarangnan
Tarangnan is een gemeente in de Filipijnse provincie Samar op het gelijknamige eiland Samar. Bij de laatste census in 2007 had de gemeente bijna 23 duizend inwoners.

## Geografie

### Bestuurlijke indeling
Tarangnan is onderverdeeld in de volgende 13 barangays:
| - Alcazar - Awang - Bahay - Balonga-as - Balugo - Bangon Gote - Baras - Binalayan - Bisitahan - Bonga - Cabunga-an - Cagtutulo - Cambatutay Nuevo - Cambatutay Viejo | - Canunghan - Catan-agan - Dapdap - Gallego - Imelda Pob. - Lahong - Libucan Dacu - Libucan Gote - Lucerdoni - Majacob - Mancares - Marabut - Oeste - A - Oeste - B | - Pajo - Palencia - Poblacion A - Poblacion B - Poblacion C - Poblacion D - Poblacion E - San Vicente - Santa Cruz - Sugod - Talinga - Tigdaranao - Tizon |

## Demografie
Tarangnan had bij de census van 2007 een inwoneraantal van 22.767 mensen. Dit zijn 2.229 mensen (10,9%) meer dan bij de vorige census van 2000. De gemiddelde jaarlijkse groei komt daarmee uit op 1,43%, hetgeen lager is dan het landelijk jaarlijks gemiddelde over deze periode (2,04%). Vergeleken met de census van 1995 is het aantal mensen met 3.976 (21,2%) toegenomen.

De bevolkingsdichtheid van Tarangnan was ten tijde van de laatste census, met 22.767 inwoners op 132,49 km², 171,8 mensen per km².